# T-Series
Super Cassettes Industries Private Limited (SCIL) est un label discographique indien, fondé en 1984. C'est une société de production et de distribution de films. Il possède le label musical T-Series et une chaîne YouTube du même nom, qui est longtemps restée la plus suivie de la plateforme d'hébergement de vidéos, elle compte en tout 359 millions d’abonnés (10 février  2025).
Avec ses 22 678 vidéos et ses 286 milliards de vues au total (Février 2025), leur chaîne est la première chaîne YouTube à cumuler les 100 millions d'abonnés. Elle se fait connaître à l'international en 2018, lorsqu'elle entre en rivalité avec PewDiePie, alors chaîne avec le plus grand nombre d'abonnés au monde.

## Contexte et historique
En 1984, T-Series est fondée par Gulshan Kumar (en). Elle est maintenant dirigée par son fils Bhushan Kumar. La compagnie a commencé à vendre des musiques piratées. En 2001. La première bande sonore de T-Series fut lancée avec Lallu Ram en 1984, par Ravindra Jain. T-Series a collaboré avec plusieurs compositeurs de cinéma, dont Vishal Dadlani, Shekhar Rajviani, Ankit Tiwari, Meet Bros Anjjan et Amal Malik, et se convertira plus tard dans la fabrication de produits électroniques grand public et de systèmes audio-vidéo également sous la marque T-Series jusqu'en 2009.
Le label dispose également d'une chaîne YouTube comptant plus de 261 millions d'abonnés. Elle se dispute à partir du mois d'août 2018 la place de chaîne la plus suivie de la plateforme avec celle du vidéaste suédois PewDiePie, avant de la dépasser en mars 2019, puis de repasser derrière elle le même mois.
Elle est aujourd’hui la deuxième chaîne la plus suivie de la plateforme.